# کوه کیسان
کوه کیسان (به فرانسوی: Djebel Kissane) یک کوه در مراکش است که در سوس ماسه درعه واقع شده‌است. کوه کیسان ۱٬۴۸۵ متر بالاتر از سطح دریا واقع شده‌است.